# Copa ACLAV 2015
La Copa ACLAV 2015, por motivo de patrocinio «Copa ACLAV Río Uruguay Seguros», fue la décima edición de la segunda competencia nacional más importante a nivel de clubes de vóley masculino en la Argentina. Comenzó el 28 de octubre y terminó el 16 de noviembre. 
La fase final se jugó en el Polideportivo de Almirante Brown, en Burzaco, provincia de Buenos Aires. Lómas Vóley terminó tercero al derrotar a Obras San Juan, mientras que UPCN San Juan Vóley fue campeón al vencer 3 a 0 a Personal Bolívar.

## Equipos participantes
| Club                   | Localidad                     | Estadio                    |
| ---------------------- | ----------------------------- | -------------------------- |
| Alianza de Jesús María | Jesús María, Córdoba          | Club Alianza               |
| Ciudad Vóley           | Ciudad de Buenos Aires        | Estadio Gorki Grana        |
| Personal Bolívar       | Bolívar, Buenos Aires         | República de Venezuela     |
| Gigantes del Sur       | Neuquén, Neuquén              | Estadio Ruca Che           |
| La Unión de Formosa    | Formosa, Formosa              | Estadio Cincuentenario     |
| Lomas Vóley            | Lomas de Zamora, Buenos Aires | Estadio Lomas de Zamora    |
| Obras de San Juan      | San Juan, San Juan            | Estadio Aldo Cantoni       |
| UNTreF Vóley           | Tres de Febrero, Buenos Aires | CEDEM N.° 2                |
| UPCN Vóley             | San Juan, San Juan            | Estadio Aldo Cantoni       |
| Pilar Vóley            | Pilar, Buenos Aires           | Poli. Coop. de Tortuguitas |
| PSM Vóley              | Puerto San Martín, Santa Fe   | Club Paraná                |

## Sistema de disputa
La copa está dividida en dos etapas, la primera fase, o fase clasificatoria, y la fase final.
Primera fase
Los participantes se dividen en grupos donde se enfrentan los unos a los otros en tres fines de semana. Los mejores equipos de cada grupo avanzan de fase junto con el mejor segundo.
Para determinar los mejores equipos se utiliza el mismo sistema que en la Serie A1, se los ordenará en una tabla de posiciones según sus resultados, donde se tienen en cuenta los resultados en los partidos de la siguiente manera:
- Por partido ganado en tres o cuatro sets se otorgan 3 puntos.
- Por partido empatado en cuatro sets se otorga 1 punto más un punto al ganador del quinto set.
- Por partido perdido no se otorgan puntos.

Para determinar al mejor segundo se consideraran todos los partidos disputados por el segundo del grupo con tres equipos, mientras que a los segundos en grupos de cuatro equipos se les resta el partido ante el peor de la zona.
Segunda fase
Los cuatro equipos clasificados se emparejan en duelos eliminatorios, donde los ganadores de los mismos juegan la final, mientras que los perdedores el partido por el tercer puesto. Esta fase se juega en una misma sede. El ganador de la final se proclama campeón de la copa.

## Primera fase

### Grupo 1
| Pos. | Equipo           | Partidos | Partidos | Partidos | Sets | Sets | Tantos | Tantos | Pts |
| Pos. | Equipo           | PJ       | PG       | PP       | SG   | SP   | TG     | TP     | Pts |
| ---- | ---------------- | -------- | -------- | -------- | ---- | ---- | ------ | ------ | --- |
| 1.º  | Obras (San Juan) | 2        | 2        | 0        | 6    | 3    | 210    | 198    | 5   |
| 2.º  | UPCN San Juan    | 2        | 1        | 1        | 5    | 3    | 181    | 174    | 4   |
| 3.º  | Gigantes del Sur | 2        | 0        | 2        | 1    | 6    | 157    | 176    | 0   |

|  |                            |
|  | Clasificado a semifinales. |

| Fecha           | Local          | Resul | Visitante        | Estadio              | Set 1 | Set 2 | Set 3 | Set 4 | Set 5 |
| --------------- | -------------- | ----- | ---------------- | -------------------- | ----- | ----- | ----- | ----- | ----- |
| 7 de noviembre  | UPCN San Juan  | 3 - 0 | Gigantes del Sur | Estadio Aldo Cantoni | 25-22 | 25-22 | 25-21 |       |       |
| 8 de noviembre  | Obras San Juan | 3 - 1 | Gigantes del Sur | Estadio Aldo Cantoni | 27-25 | 24-26 | 25-19 | 25-22 |       |
| 10 de noviembre | UPCN San Juan  | 2 - 3 | Obras San Juan   | Estadio Aldo Cantoni | 25-21 | 22-25 | 25-23 | 21-25 | 13-15 |

### Grupo 2
| Pos. | Equipo              | Partidos | Partidos | Partidos | Sets | Sets | Tantos | Tantos | Pts |
| Pos. | Equipo              | PJ       | PG       | PP       | SG   | SP   | TG     | TP     | Pts |
| ---- | ------------------- | -------- | -------- | -------- | ---- | ---- | ------ | ------ | --- |
| 1.º  | Personal Bolívar    | 3        | 3        | 0        | 9    | 0    | 225    | 168    | 9   |
| 2.º  | PSM Vóley           | 3        | 2        | 1        | 6    | 5    | 228    | 247    | 5   |
| 3.º  | Alianza Jesús María | 3        | 1        | 2        | 5    | 8    | 271    | 280    | 3   |
| 4.º  | UNTreF Vóley        | 3        | 0        | 3        | 2    | 9    | 235    | 264    | 0   |

|  |                            |
|  | Clasificado a semifinales. |

| Fecha         | Local            | Resul | Visitante           | Estadio                | Set 1 | Set 2 | Set 3 | Set 4 | Set 5 |
| ------------- | ---------------- | ----- | ------------------- | ---------------------- | ----- | ----- | ----- | ----- | ----- |
| 28 de octubre | UNTreF Vóley     | 2 - 3 | Alianza Jesús María | República de Venezuela | 23-25 | 25-27 | 25-21 | 25-21 | 12-15 |
| 28 de octubre | Personal Bolívar | 3 - 0 | PSM Vóley           | República de Venezuela | 25-16 | 25-21 | 25-18 |       |       |
| 29 de octubre | UNTreF Vóley     | 0 - 3 | PSM Vóley           | República de Venezuela | 26-28 | 22-25 | 22-25 |       |       |
| 29 de octubre | Personal Bolívar | 3 - 0 | Alianza Jesús María | República de Venezuela | 25-18 | 25-22 | 25-18 |       |       |
| 30 de octubre | PSM Vóley        | 3 - 2 | Alianza Jesús María | República de Venezuela | 25-21 | 16-25 | 25-19 | 14-25 | 15-12 |
| 30 de octubre | Personal Bolívar | 3 - 0 | UNTreF Vóley        | República de Venezuela | 25-19 | 25-16 | 25-20 |       |       |

### Grupo 3
| Pos. | Equipo              | Partidos | Partidos | Partidos | Sets | Sets | Tantos | Tantos | Pts |
| Pos. | Equipo              | PJ       | PG       | PP       | SG   | SP   | TG     | TP     | Pts |
| ---- | ------------------- | -------- | -------- | -------- | ---- | ---- | ------ | ------ | --- |
| 1.º  | Lomas Vóley         | 3        | 3        | 0        | 9    | 2    | 262    | 227    | 9   |
| 2.º  | La Unión de Formosa | 3        | 2        | 1        | 7    | 4    | 262    | 246    | 6   |
| 3.º  | Pilar Vóley         | 3        | 1        | 2        | 4    | 7    | 232    | 259    | 3   |
| 4.º  | Ciudad Vóley        | 3        | 0        | 3        | 2    | 9    | 250    | 274    | 0   |

|  |                            |
|  | Clasificado a semifinales. |

| Fecha          | Local        | Resul | Visitante    | Estadio                      | Set 1 | Set 2 | Set 3 | Set 4 | Set 5 |
| -------------- | ------------ | ----- | ------------ | ---------------------------- | ----- | ----- | ----- | ----- | ----- |
| 26 de octubre  | Pilar Vóley  | 3 - 1 | Ciudad Vóley | Polideportivo de Tortuguitas | 25-19 | 19-25 | 25-21 | 25-22 |       |
| 31 de octubre  | Ciudad Vóley | 1 - 3 | La Unión (F) | Microestadio Lomas de Zamora | 27-25 | 23-25 | 20-25 | 19-25 |       |
| 31 de octubre  | Lomas Vóley  | 3 - 1 | Pilar Vóley  | Microestadio Lomas de Zamora | 25-8  | 17-25 | 25-15 | 25-23 |       |
| 1 de noviembre | La Unión (F) | 3 - 0 | Pilar Vóley  | Microestadio Lomas de Zamora | 25-21 | 25-18 | 30-28 |       |       |
| 1 de noviembre | Lomas Vóley  | 3 - 0 | Ciudad Vóley | Microestadio Lomas de Zamora | 27-25 | 25-23 | 28-26 |       |       |
| 2 de noviembre | Lomas Vóley  | 3 - 1 | La Unión (F) | Microestadio Lomas de Zamora | 25-20 | 15-25 | 25-16 | 25-21 |       |

### Mejor segundo
| Pos. | Equipo              | Partidos | Partidos | Partidos | Sets | Sets | Pts |
| Pos. | Equipo              | PJ       | PG       | PP       | SG   | SP   | Pts |
| ---- | ------------------- | -------- | -------- | -------- | ---- | ---- | --- |
| 1.º  | UPCN San Juan       | 2        | 1        | 1        | 5    | 3    | 4   |
| 2.º  | La Unión de Formosa | 2        | 1        | 1        | 4    | 3    | 3   |
| 3.º  | PSM Vóley           | 2        | 1        | 1        | 3    | 5    | 2   |

## Segunda fase
La segunda fase se disputó en el Polideportivo Almirante Brown en Burzaco, provincia de Buenos Aires, el 15 y 16 de noviembre. Los equipos clasificados fueron Personal Bolívar, Lomas Vóley y Obras San Juan, primeros de sus grupos, y UPCN San Juan como mejor segundo.
|  | Semifinales            | Semifinales            |   |                        | Final                  | Final           |  |
|  | 9 de noviembre         | 9 de noviembre         |   |                        | 10 de noviembre        | 10 de noviembre |  |
|  |                        |                        |   |                        |                        |                 |  |
|  | 15 de noviembre, 18:00 |                        |   |                        |                        |                 |  |
|  | Personal Bolívar       | 3                      |   |                        |                        |                 |  |
|  | Lomas Vóley            | 2                      |   |                        |                        |                 |  |
|  |                        |                        |   |                        |                        |                 |  |
|  |                        |                        |   |                        | 16 de noviembre, 22:00 |                 |  |
|  |                        |                        |   |                        | Personal Bolívar       | 0               |  |
|  |                        | UPCN San Juan          | 3 |                        |                        |                 |  |
|  |                        |                        |   |                        |                        |                 |  |
|  |                        |                        |   |                        |                        |                 |  |
|  |                        |                        |   |                        | Tercer lugar           |                 |  |
|  | 15 de noviembre, 21:00 | 15 de noviembre, 21:00 |   | 16 de noviembre, 19:00 | 16 de noviembre, 19:00 |                 |  |
|  | Obras San Juan         | 1                      |   | Lomas Vóley            | 3                      |                 |  |
|  | UPCN San Juan          | 3                      |   |                        | Obras San Juan         | 2               |  |

### Semifinales
| Fecha           | Local            | Resul | Visitante     | Set 1 | Set 2 | Set 3 | Set 4 | Set 5 |
| --------------- | ---------------- | ----- | ------------- | ----- | ----- | ----- | ----- | ----- |
| 15 de noviembre | Personal Bolívar | 3 - 2 | Lomas Vóley   | 23-25 | 25-13 | 22-25 | 25-23 | 16-14 |
| 15 de noviembre | Obras San Juan   | 1 - 3 | UPCN San Juan | 19-25 | 16-25 | 25-20 | 17-25 |       |

### Tercer puesto
| Fecha           | Local       | Resul | Visitante      | Set 1 | Set 2 | Set 3 | Set 4 | Set 5 |
| --------------- | ----------- | ----- | -------------- | ----- | ----- | ----- | ----- | ----- |
| 16 de noviembre | Lomas Vóley | 3 - 2 | Obras San Juan | 23-25 | 25-21 | 24-26 | 28-26 | 15-11 |

### Final
| Fecha           | Local            | Resul | Visitante     | Set 1 | Set 2 | Set 3 | Set 4 | Set 5 |
| --------------- | ---------------- | ----- | ------------- | ----- | ----- | ----- | ----- | ----- |
| 16 de noviembre | Personal Bolívar | 0 - 3 | UPCN San Juan | 21-25 | 23-25 | 18-25 |       |       |